# Waltham, Massachusetts
Waltham är en stad i Middlesex County i Massachusetts som har haft en historisk betydelse för arbetarrörelsens utveckling i USA och som industristad. Vid 2010 års folkräkning hade Waltham 60 632 invånare.

## Kända personer från Waltham
- Sonja Blomdahl, glaskonstnär
- Keith Aucoin, ishockeyspelare
- F. Lee Bailey, advokat och författare
- Nathaniel P. Banks, politiker och militär
- John Peabody Harrington, lingvist och etnolog
- Samuel Livermore, jurist och politiker
- John Lynch, politiker
- Shawn McEachern, ishockeyspelare
- Charles J. Precourt, astronaut
- Evelyn Sears, tennisspelare
- Brian Strait, ishockeyspelare
- Mary Watson Whitney, astronom
- Kenneth G. Wilson, fysiker